# T-Online

Logó 1995-től 2019. március 24-ig

A T-Online Magyarország Internet Szolgáltató Zrt. a Magyar Telekom internetszolgáltatást nyújtó leányvállalata. A T-Online nem csak szűken vett hozzáféréssel, hanem infokommunikációs szolgáltatásokkal is foglalkozik. A vállalat budapesti székhellyel és egy szegedi irodával rendelkezik, munkavállalóinak száma (2007 januárjában) körülbelül 600 fő.

## Cégtörténet
1998 decemberében alakult az Origo Kft., mely az Origo internetes portál kiadója volt. Az alapító, az akkori Matáv (ma: Magyar Telekom) egy évvel később, 1999-ben Matávnet Rt. néven hozta létre új cégét, melynek két fő profilja az Origo kiadása, és internet-hozzáférés-szolgáltatás (telefonmodemes, ISDN technológián, továbbá Budapest két kerületében és Kaposváron kábeltelevíziós hálózaton keresztüli) nyújtása volt.
2001. május 2-án a vállalat az Axelero nevet vette fel és vezette be a gyorsabb, szélessávú ADSL internet szolgáltatást. Az akkor már részvénytársasági formában működő cég 2005. május 2-án változtatta meg nevét a Magyar Telekom csoport többi tagvállalatához hasonlóan, az anyavállalat Deutsche Telekom példáját követően „T betűsre”, így lett T-Online.
A cég megújult, így 2008 őszétől kezdve vezetékes, otthoni szolgáltatásai az új T-Home márka alatt érhetők el (tévé, internet, telefon együtt vagy külön).
A Nemzeti Fejlesztési Terv Gazdasági Versenyképességi Operatív Programja (GVOP) keretében 2008-ban megvalósult egy több mint fél milliárd forint értékű beruházás, melynek eredményeként 36 ezer Pécsvárad körzetében lévő háztartás férhet hozzá szélessávon az internethez.

## Szolgáltatások
A T-Online infokommunikációs szolgáltató, azaz a számítástechnika, az internet és a média területét egyaránt lefedi kínálatával.

### Számítástechnika
A vállalat – más termékeihez kapcsolódóan – foglalkozik szoftverek és számítástechnikai termékek értékesítésével. Ilyen a részletre vásárolható Windows operációs rendszer, vagy azok a hálózati eszközök (routerek, modemek), amiket hozzáférés-szolgáltatásaihoz kínál opcionálisan.

### Internet
A vállalat hagyományos profiljának tekinthető az internet-hozzáférés szolgáltatás. Keskenysávon a modemes, szélessávon a DSL, kábeltévés (a T-Kábel hálózatán), és a bérelt vonali hozzáférést kínálja. Ezeket a hozzáféréseket különböző csomagokban értékesítik.

### Média
A médiaportfólió két nagy csoportra osztható: egyfelől úgynevezett IPTV technológiával az arra technikailag és üzleti szempontból alkalmas területeken interneten keresztül tévécsatornák vételét teszi lehetővé. Másfelől a T-Online a kiadója a Webaudit adatai szerint a legnagyobb hazai internetes médiavállalkozásnak, az [origo]-nak. Ide tartoznak olyan ismert netes szolgáltatások is, mint a Videa (videómegosztó oldal) vagy a [freemail] (ingyenes e-mail szolgáltatás).